# Herta Müller
Herta Müller (em alemão [ˈhɛʁta ˈmʏlɐ], Niţchidorf, 17 de agosto de 1953) é uma novelista, escritora, poeta, ensaísta e tradutora alemã nascida na Romênia.
Desde o início dos anos 1990, tornou-se uma figura literária de renome internacional, com suas obras traduzidas para mais de vinte idiomas.
Müller é conhecida por seus trabalhos que retratam os efeitos da violência, da crueldade e do terror, geralmente ambientados na República Socialista da Romênia sob o regime repressivo de Nicolae Ceaușescu, experiência que ela própria vivenciou. Muitos de seus escritos são narrados do ponto de vista da minoria alemã na Romênia e também representam a história moderna dos alemães no Banato e na Transilvânia. Seu aclamado romance Tudo o que Eu Tenho Trago Comigo (Atemschaukel), publicado em 2009, aborda a deportação da minoria alemã da Romênia para os Gulags soviéticos durante a ocupação soviética do país, onde foram utilizados como mão de obra forçada.
Até hoje, Müller recebeu mais de vinte prêmios, incluindo o Prêmio Kleist (1994), o Prêmio Aristeion (1995), o Prêmio Internacional de Literatura de Dublin (1998) e o Prêmio de Direitos Humanos Franz Werfel (2009). Em 8 de outubro de 2009, a Academia Sueca anunciou que ela havia sido laureada com o Prêmio Nobel de Literatura, descrevendo-a como uma escritora "que, com a concentração da poesia e a franqueza da prosa, retrata a paisagem dos despossuídos".
A utilização da língua alemã por Herta Müller é um signo de resistência, mas também, uma fonte de preconceito, trauma e violência. A ficção de Müller é moldada pela violência contra a minoria de fala alemã na Romênia da ditadura comunista.

## Biografia
Müller nasceu em uma família de agricultores católicos suábios do Banato, em Nițchidorf (alemão: Nitzkydorf; húngaro: Niczkyfalva), uma vila de língua alemã no Banato romeno, no sudoeste da Romênia, até os anos 1980. Seu avô foi um fazendeiro e comerciante abastado, mas teve suas propriedades confiscadas pelo regime comunista. Seu pai integrou a Waffen-SS durante a Segunda Guerra Mundial e sustentava-se como caminhoneiro na Romênia comunista. Em 1945, sua mãe, Katarina Gion, nascida em 1928 e então com 17 anos, foi uma das 100 mil pessoas da minoria alemã deportadas para campos de trabalho forçado na União Soviética, de onde foi libertada em 1950. No romance Atemschaukel (Tudo o que Eu Tenho Trago Comigo, no Brasil), publicado em Munique em 2009, Herta Müller abordou a deportação de alemães originários da Romênia para a União Soviética. Esse romance, indicado ao Prêmio Alemão do Livro pela "Fundação Robert Bosch", chegou à final entre os seis melhores em 16 de setembro.
O idioma nativo de Müller é o alemão, tendo aprendido romeno apenas na escola primária. Ela se formou no Colégio Nikolaus Lenau antes de ingressar na Universidade Ocidental de Timișoara, onde estudou germanística e literatura romena. Em 1976, Müller começou a trabalhar como tradutora em uma fábrica de engenharia, mas foi demitida em 1979 por se recusar a colaborar com a Securitate, a polícia secreta do regime comunista. Após sua demissão, sustentou-se inicialmente dando aulas em um jardim de infância e oferecendo aulas particulares de alemão.

## Livros editados em português
- Niederungen: Depressões. Tradução brasileira de Ingrid Ani Assmann. Globo, 2010.
- Der Mensch ist ein grosser Fasan auf der Welt: Brasil: O homem é um grande faisão no mundo: um conto / Portugal: O homem é um grande faisão sobre a terra. Tradução brasileira de Tercio Redondo, Companhia das Letras, 2013. Tradução portuguesa de Maria Antonieta C. Mendonça. Cotovia, 1993.
- Der fuchs war damals schon der Jäger: Brasil: A raposa já era o caçador / Portugal: Já então a raposa era o caçador. Tradução brasileira de Cláudia Abeling, Biblioteca Azul, tradução portuguesa de Aires Graça, Dom Quixote, 2012.
- Herztier: Brasil: Fera d'alma / Portugal: A terra das ameixas verdes. Tradução brasileira de Claudia Abeling, Biblioteca Azul, 2013. Tradução portuguesa de Maria Alexandra A. Lopes Difel, 1999.
- Heut wär ich mir lieber nicht begegnet: Brasil: O Compromisso / Portugal: Hoje Preferia não me ter encontrado. Tradução brasileira de Lya Luft. Globo, 2004. Tradução portuguesa de Aires Graça. Dom Quixote, 2011.
- Der könig verneigt sich und tötet: O rei faz vénia e mata. Tradução portuguesa de Helena Topa. Texto Editores, 2011.
- Atemschaukel: Brasil: Tudo o que tenho levo comigo / Portugal: Tudo o Que Eu Tenho Trago Comigo. Tradução brasileira de Carola Saavedra. Companhia das Letras, 2011. Tradução portuguesa de Aires Graça. Dom Quixote, 2010.

## Prémios (seleção)
- 1995 - Prémio Europeu de Literatura Aristeion
- 1998 - The International IMPAC Dublin Literary Award
- 2009 - Nobel de Literatura